# Keep smiling!
«Keep smiling!» — документальный фильм режиссёра Аскольда Саулитиса, снятый на студии «Subjektiv Film» по книге Виктора Дукса «Копатели» в 2003 году.
Премьера фильма состоялась в Риге 26 сентября 2003 года. В варианте, представленном для российского зрителя, авторский текст читает Виктор Дукс.

## Сюжет
Фильм о четвёрке друзей — молодых людях, членах поискового отряда, проводящих своё свободное время в поисках останков бойцов, погибших в местах сражений. Найденные тела с почестями хоронят в братских могилах или, если предоставляется такая возможность — перевозят на родину, к родным и близким павших.

## Съёмочная группа
- Автор сценария: Аскольд Саулитис, Виктор Дукс
- Режиссёр-постановщик: Аскольд Саулитис
- Операторы-постановщики: Микс Мейранс, Аскольд Саулитис, Улдис Янцис
- Композитор: Янис Бруновскис
- Звукооператор: Айварс Риекстиньш
- Редакторы: Лиене Балина, Аскольд Саулитис, Микс Мейранс
- Продюсер: Аскольд Саулитис

## Технические данные
- Формат: DVCAM/ Betacam SP, B/W, Stereo
- Время: 58 мин.

## Награды и номинации
- 2003 — Викторс Дукс, Аскольд Саулитис за сценарий к фильму на кинофестивале «Большой Кристап»
- 2003 — Янис Бруновскис за музыку к фильму на кинофестивале «Большой Кристап»
- 2003 — Приз зрительских симпатий на кинофестивале «Большой Кристап»
- 2004 — номинирован на премию «Ника» в разделе «Лучший фильм стран СНГ и Балтии»